# Victorian College for the Deaf Melbourne
Das Victorian College for the Deaf (VCD) an der St. Kilda Road in Melbourne, ist die älteste Gehörlosenschule und wurde 1860 eröffnet. Das Victorian College for the Deaf ist Australiens einzige Spezialschule für Gehörlosenbildung von der Vorschule bis zur 12. Klasse. Der Unterricht erfolgt nach einem zweisprachigen Konzept mit Auslan, der Sprache der australischen Gehörlosengemeinschaft und Englisch als Zweitsprache. Das VCD spielt eine bedeutende Rolle in der Geschichte der australischen Gehörlosenkultur.

## Geschichte
Am 16. Februar 1859 erschien im Melbourne Argus ein Brief mit der Bitte um Hilfe für die gehörlosen Kinder der Kolonie, da es für sie keine Bildungseinrichtungen gab. Frederick John Rose antwortete auf die Briefe von seinem Wohnsitz in Sandhurst (Bendigo) und schloss Freundschaft mit der Schriftstellerin Sarah Ann Lewis, deren Tochter Lucy Ann Lewis seine erste Schülerin wurde.
Frederick J Rose war ein gebildeter Gehörloser, der 1852 aus England kam und an der Old Kent Road School for the Deaf in London unterrichtet wurde. Rose ertaubte im Alter von sechs Jahren nach einer Scharlach-Erkrankung.
Am 12. November 1860 eröffnete Rose die „Victorian Deaf and Dumb Institution“ in seiner Residenz in der Peel Street in Windsor. Die Schülerzahl wuchs innerhalb weniger Jahre schnell an, und die Schule musste dreimal umziehen: 1861 in ein Cottage in der Henry Street in Windsor, 1862 in ein Haus in der Nelson Street in Windsor und 1864 in das Leal House in der Commercial Road in Prahran.
Nach drei Umzügen und angesichts der stetig wachsenden Mitgliederzahl erkannte das Komitee, dass es Zeit für ein dauerhaftes Zuhause und ein speziell entworfenes Gebäude war. 1865 gewährte die Regierung ein Grundstück an der Ecke St. Kilda Road und High Street in Prahran. Das ikonische Gebäude aus blauem Stein wurde errichtet und 1866 eröffnet.
Es ist passend, dass der Gründer und erste Schulleiter ein gebildeter Gehörloser war. Rose war für viele Schüler ein Vorbild. Er bewies, dass die eigene Persönlichkeit niemals darüber entscheidet, was man erreichen kann. Ohne diesen Mann mit seinen kühnen Träumen wären Tausende gehörloser Viktorianer weder akademisch noch sozial besser dran, denn das Victorian College for the Deaf ist weiterhin das studentische Zentrum der Gehörlosengemeinschaft.
Rose starb am 1. Dezember 1920 im Alter von 89 Jahren. Er ist auf dem St. Kilda Cemetery begraben.
Ursprünglich hieß die Schule „Victorian Deaf and Dumb Institution“, doch 1949 wurde das Wort „Dumb“ aus dem Namen gestrichen. Sie war die erste Institution ihrer Art weltweit, die das Wort „Dumb“ aus ihrem Namen strich. Von da an hieß die Schule „Victorian School for Deaf Children“. Im Jahr 1995 wurde der Name dann in „Victorian College for the Deaf“ geändert.

### Namen
- 1862 – Victorian Deaf and Dumb Institution
- 1949 – Victorian School for Deaf Children (VSDC)
- 1995 – Victorian College for the Deaf (VCD)